# Luis Ligero
Luis Ligero Pozas (1918-1997) fue un ayudante de dirección, guionista y, en menor medida, director de cine español. Su actividad cinematográfica se alargó durante más de treinta años (desde 1944 hasta 1976).
También trabajó como ayudante de dirección en diversas series emitidas por TVE, tales como Los libros, El quinto jinete, El pícaro y La familia Colón.
Era hijo adoptivo del actor Miguel Ligero Rodríguez y de la actriz Blanca Pozas. Tuvo dos hijas con su mujer Julia González, María Soledad Paloma Ligero y Marisa Ligero

## Filmografía como ayudante de dirección
- La luna vale un millón (1945)
- El crimen de Pepe Conde (1946)
- La pródiga (1946)
- Fedra (1956)
- El batallón de las sombras (1957)
- La vida por delante (1958)
- Carlota (1958)
- Venta de Vargas (1958)
- Las dos y media y... veneno (1959)
- Parque de Madrid (1959)
- Juego de niños (1959)
- La quiniela (1960)
- Maribel y la extraña familia (1960)
- Don Lucio y el hermano Pío (1960)
- Un ángel tuvo la culpa (1960)
- El cerro de los locos (1960)
- Salto mortal (1962)
- Mentirosa (1962)
- El grano de mostaza (1962)
- Una isla con tomate (1962)
- La verbena de la Paloma (1963)
- Los derechos de la mujer (1963)
- Rebeldes en Canadá (1965)
- La vida nueva de Pedrito de Andía (1965)
- Currito de la Cruz (1965)
- Fray Torero (1966)
- ¡Es mi hombre! (1966)
- La revoltosa (1969)
- Juicio de faldas (1969)
- La canción del olvido (1969)
- Bohemios (1969)
- El alma se serena (1970)
- Don Erre que erre (1970)
- El tigre del Kyber (1970)
- Marta (1971)
- Los fríos ojos del miedo (1971)
- Fuenteovejuna (1972)
- Un dólar de recompensa (1973)
- Juan soldado (1973)
- Novios de la muerte (1975)
- La taberna del toro (1975)
- Volvoreta (1976)

## Filmografía como guionista
- Feria en Sevilla (1962)
- Los dinamiteros (1964)

## Filmografía como guionista y ayudante dirección
- La quiniela (1960)
- Prohibido enamorarse (1961)
- Millonario por un día (1963)
- Suspendido en sinvergüenza (1963)
- Cotolay (1965)

## Filmografía como director y guionista
- Macarena (1944)
- Sobresaliente (1953)
- Entre barracas (1954)